# Team Meritus
Meritus is een Maleisisch team dat vanaf 2008 deelneemt aan de GP2 Asia Series. Het team neemt naast de GP2 ook deel aan andere Aziatische kampioenschappen zoals de Formule V6 Azië en de Formule BMW Asia. In het verleden reden onder andere Alex Yoong en Álvaro Parente voor het team.

## Toekomst
Het team hoopt vanaf 2011 ook deel te nemen aan de GP2 Main Series in Europa. Daarna hoopt het team door te groeien, met als einddoel de Formule 1.